# Pleizenhausen
Pleizenhausen ist eine Ortsgemeinde im Rhein-Hunsrück-Kreis in Rheinland-Pfalz. Sie gehört der Verbandsgemeinde Simmern-Rheinböllen an.

## Geographie
Die Wohngemeinde mit dörflichem Charakter liegt unmittelbar westlich des Talknotens Simmerbach- und Wahlbachtal und rund einen Kilometer östlich der Straße Simmern-Koblenz. Die Vereinigung des Simmer-, Benzweiler- und Wahlbaches erfolgt an der nahe gelegenen Weißmühle. Der nordöstlich gelegene Geiersberg ist als markanter Höhenzug zwischen den Tälern des Simmerbaches und des Benzweiler-Baches in einer Schummerungskarte deutlich erkennbar.

## Geschichte
Pleizenhausen wurde im Jahre 1098 erstmals urkundlich erwähnt: Kaiser Heinrich IV. bestätigte dem Simeonstift zu Trier alle seine Besitzungen und führte namentlich mehr als sechzig Güter und Berechtigungen auf. Doch ist anzunehmen, dass sich auf dem Gebiet der heutigen Gemarkung schon viel früher menschliche Siedlungen befanden, denn im Südwesten des Ortes stößt man auf den Äckern heute noch auf Reste einer ehemaligen römischen Villa rustica. Auch trat bei Straßenbauarbeiten eine schon lange vermutete Römerstraße zu Tage.
1251 hatte König Wilhelm von Holland ein Heerlager zu Pleizenhausen, von wo er nach Boppard weiter zog. In der Folgezeit wechselte die herrschaftliche Zugehörigkeit von Pleizenhausen häufig.
1263 verkaufte der Ritter Eberhard von Sütersten den Pleizenhausener Brühl an das Zisterzienserinnenkloster Kumbd. Die Grafen von Sponheim teilten sich mit den Herren von Stein-Kallenfels die 24 Lehen zu gleichen Teilen. Jedem stand die Hälfte der Gerichtsfälle, Bußen und Frevel zu.
Im Jahre 1400 belehnte der Pfalzgraf Ruprecht Dietmar von Reifenberg mit dem Zehnten von Pleizenhausen. Im Jahr 1500 gab es 20 Hofstätten, die in die Gerichtsbarkeiten Kurpfalz, Sponheim Kastellaun sowie die der Stein-Kallenfelser und der Schmidtburger aufgeteilt waren.
Seit 1673 gab es eine Schule in Pleizenhausen, zu deren Schulbezirk auch die Dörfer Altweidelbach, Bergenhausen und Rayerschied gehörte. 1738 schieden die Altweidelbacher wegen des weiten Schulweges aus dem Verbund aus. 1971 wurde an dieser Schule letztmals unterrichtet.
Mit der Besetzung des Linken Rheinufers 1794 durch französische Revolutionstruppen wurde der Ort französisch, 1815 wurde er auf dem Wiener Kongress dem Königreich Preußen zugeordnet.
In der Zeit des Nationalsozialismus wurde zwischen den Ortschaften Bergenhausen und Pleizenhausen ein Lager des Reichsarbeitsdienstes errichtet, welches 1945 durch Bomben völlig zerstört wurde. Im Zweiten Weltkrieg gerieten während eines Luftkampfes drei landwirtschaftliche Anwesen im Ortskern durch Leuchtspurgeschosse in Brand.
Nach dem Ersten Weltkrieg zeitweise wieder französisch besetzt, ist der Ort seit 1946 Teil des damals neu gegründeten Landes Rheinland-Pfalz.

## Politik

### Bürgermeister
Ortsbürgermeister ist Thomas Keller. Bei der Kommunalwahl am 26. Mai 2019 wurde er mit einem Stimmenanteil von 85,52 % gewählt und wurde damit Nachfolger von Peter Graus senior. Keller wurde im Juni 2024 wiedergewählt.

## Bauwerke
- Katholische Wendelinuskapelle aus dem Jahr 1771[5]
- Evangelische Kirche aus dem Jahr 1794

Siehe auch:

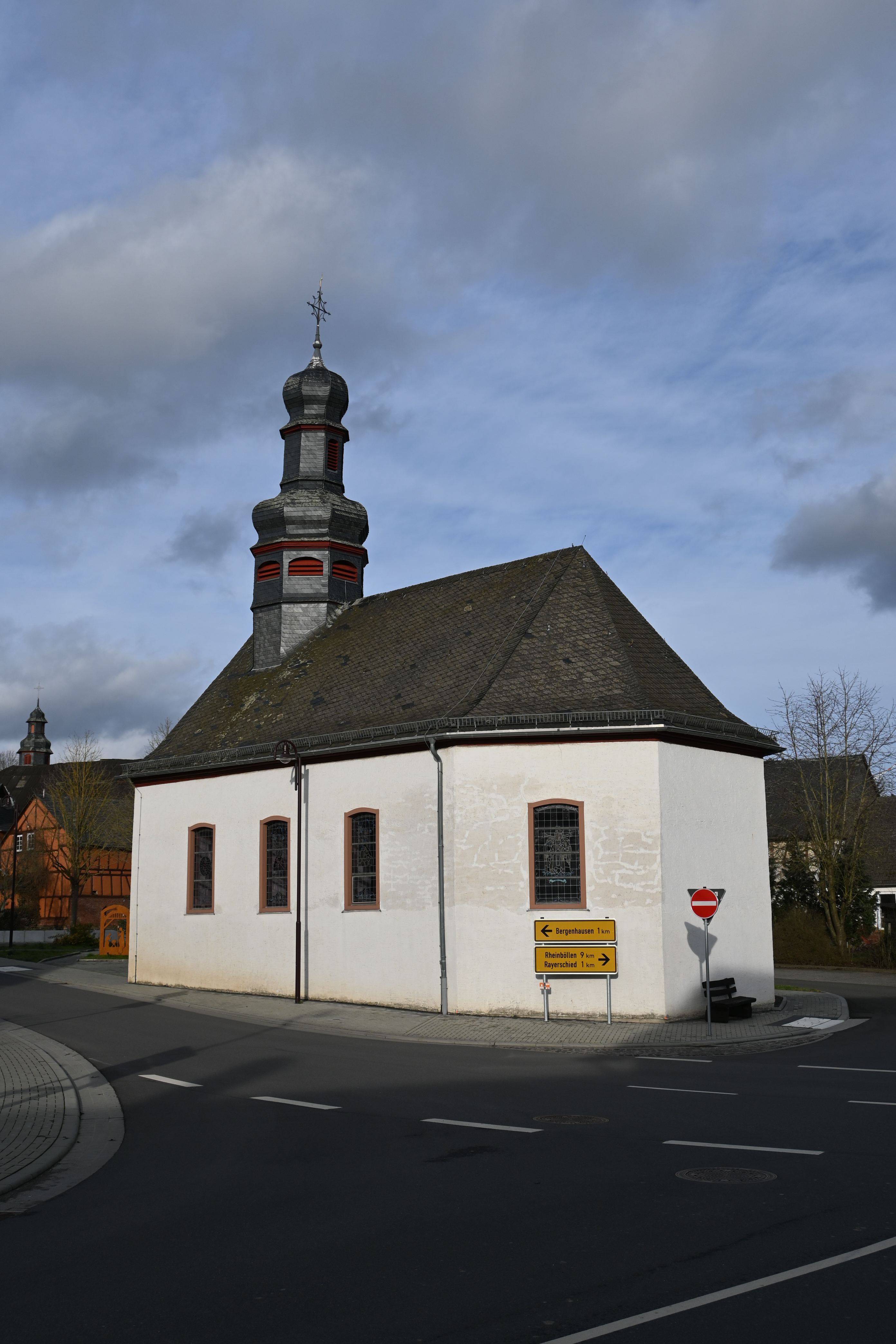
Kath. Kapelle St. Wendelinus

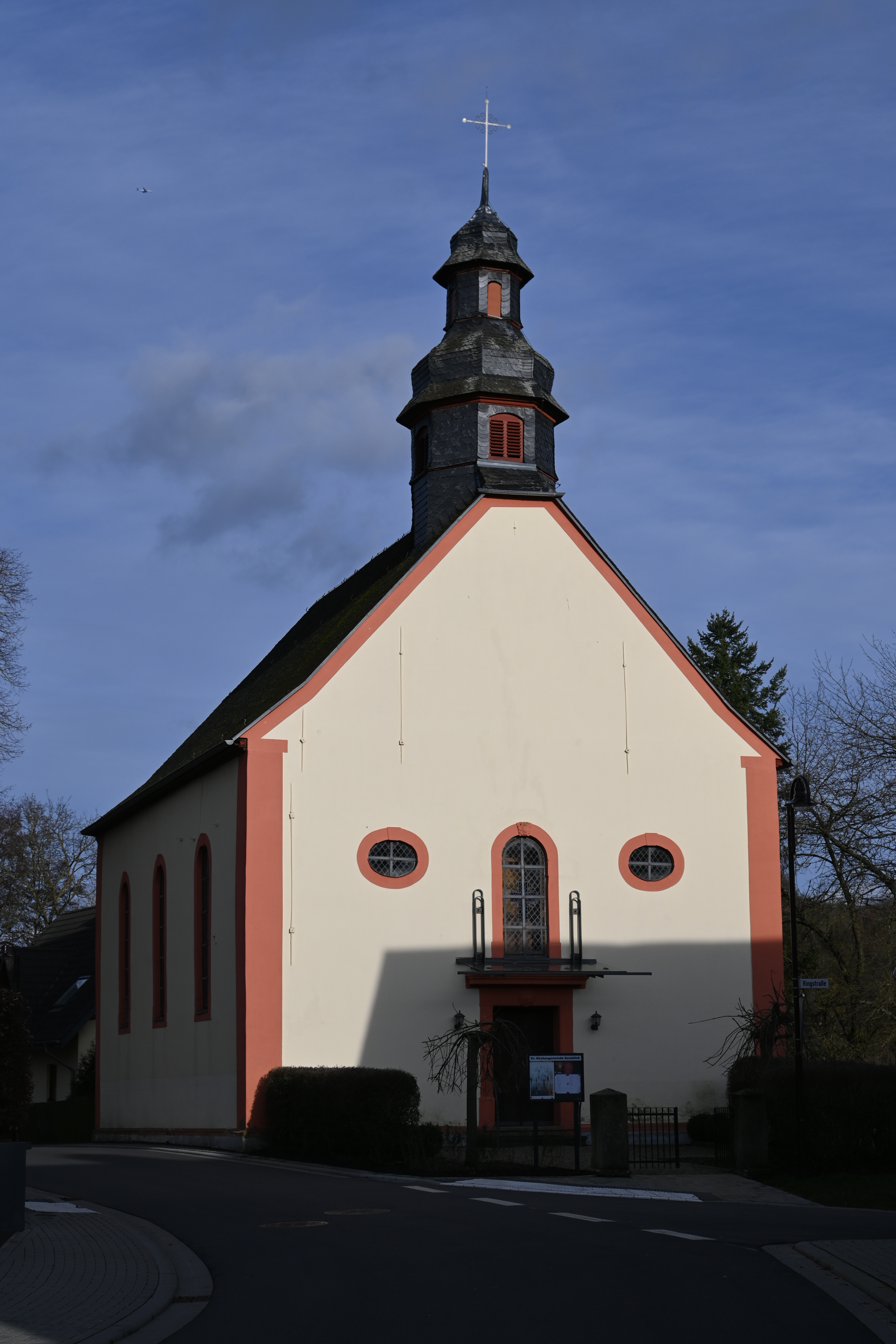
Ev. Kirche

Liste der Kulturdenkmäler in Pleizenhausen

## Persönlichkeiten
- Berthold Johannes (* 1947), Diplomat
- Josef Peil (* 1949), Pädagoge, Schriftsteller, Autor und Mundartdichter